# 伊東祐命
伊東 祐命（いとう すけのぶ（すけこと）、1834年（天保5年） - 1889年（明治21年）10月16日）は、幕末の浜田藩士、明治期の歌人、国学者。

## 生涯
美作国鶴田に生まれる。はじめ瀬戸久敬に、後に江戸で前田夏蔭、加藤千浪らに歌を学んだ。維新後は東京府の役人をしていたが、高崎正風の推薦により宮内省文学御用掛となり、後に御歌所主座を勤めた。同門の小出粲と親しく、また井上文雄や中島歌子とも深く交友した。中島歌子の歌塾「萩の舎」で教え、樋口一葉の歌の師である。門下には大口周魚がいる。
生前に歌集はなく、没後に中島歌子編で『柳の一葉』が編まれた。墓は青山霊園1-イ-10-14にあるが、無縁墳墓に指定されており撤去が懸念されている。
| スタブアイコン | サブスタブ | この項目は、まだ閲覧者の調べものの参照としては役立たない、人物に関連した書きかけの項目です。この項目を加筆・訂正などしてくださる協力者を求めています（P:人物伝/PJ:人物伝）。 |